# Fronteira Belize–México
A fronteira entre Belize e México é a linha que se estende por 196 km na direção norte-sul, a oeste de Belize, separando o país do território do sul do México, estados de Campeche (fronteira bem curta) e Quintana Roo (trecho norte, maior parte da fronteira). 
A linha de fronteira se inicia no norte, no litoral, na Baía de Chetumal (Golfo de Honduras - Mar do Caribe). Daí segue o Rio Hondo rumo ao sudoeste, tem um pequeno trecho rumo ao norte pelo Rio Azul, indo depois para o sul até a tríplice fronteira dos dois países com a Guatemala, pouco ao sul do início norte da longa fronteira retilínea a oeste do México e da Guatemala. 

## História
Essa fronteira entre o México e Belize sempre foi de difícil exploração e demarcação em função de sua posição isolada, em área bem despovoada, muito afastada da capital do então estado de Iucatã, que ficava muito ao norte.
A fraca presença mexicana na região facilitou aos britânicos virem a constituir a colônia de Honduras Britânicas, hoje Belize. Antes do final do século XIX, o México reconheceu parciais direitos britânicos sobre o território. Depois disso, o governo mexicano mudou sua posição, pois o México queria acabar com o contrabando de armas que vinham de Belize para alimentar a Guerrilha separatista Maia, a chamada "Guerra das Castas" (1847-1901). 
Com esse objetivo o governo de Porfirio Díaz transformou em território federal essa área fronteiriça que era parte do estado de Iucatã. Daí surgiu o estado de Quintana Roo. O governo mexicano negociou com os britânicos a plena aceitação de Honduras Britânicas em troca de fim da entrada de armas vindas de Belize para o México. Para isso foram nomeados como negociadores o secretário de Relações Exteriores, Ignacio Mariscal pelo México e Spencer St. John pelo Reino Unido;

### Tratado
O tratado foi assinado em 8 de julho de 1893 no México, tendo sido aditado em 7 de abril de 1897. É composto de quatro artigos: 
- Demarcação da fronteira;
- Fim do fornecimento britânico de armas aos rebeldes maias;
- Obrigação recíproca de impedir que os povos ameríndios de ambos os lados cruzassem a fronteira;
- Ratificação do Tratado por ambos países.

O Aditivo de 1897 liberou a navegação sem restrições para embarcações mexicanas por Boca Bacalar Chico e por todo interior da Baía de Chetumal. Porém, a marinha militar não poderia por aí passar. Para isso foi aberto o Canal de Zaragoza ao norte de Ambergris, permitindo esse acesso de naves militares à parte mexicana de Chetumal.
Em 2007 houve acordo entre o Ministério de Relações Exteriores do México com Belize para nova demarcação da fronteira. Os mexicanos de Quintana Roo ficaram preocupados com o anúncio dessa demarcação, acreditando que isso implicaria cessão de territórios a Belize. Por fim demonstrou-se que essa demarcação se resumia apenas a novo traçado da fronteira marítima entre os países, o que não mais incomodava aos de Quintana Roo.

## Pontos de Passagem

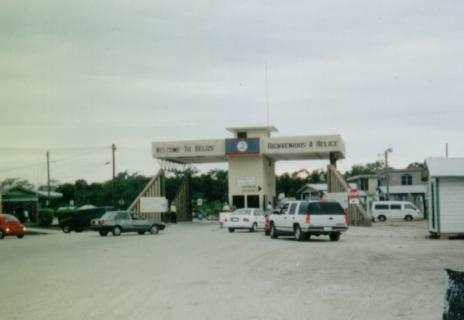
Alfândega na fronteira México-Belize

Dois pontos servem de pontos oficiais de passagem:
- O principal fica em Subteniente López, em Quintana Roo (México) com San Ignacio/Santa Elena em Belize. Fica próximo (10 km) da capital de Quintana Roo, Chetumal.
- A nova ponte internacional que está em construção, ligando La Unión, México com Blue Creek Village em Orange Walk, Belize. Fica nas proximidades de confluência entre o rio Azul e o rio Bravo (Belize), que aí formam o rio Hondo.

Essa fronteira foi alvo de discussões entre as nações em 2007 em função de denúncias de tráfico de drogas, tráfico de armas e de escravas sexuais, que ocorrem através da área fronteiriça justamente por seu relativo isolamento e pouco conhecimento, que vem sendo reprimidos por meio de acordos binacionais. Ao mesmo tempo, porém, surgiram importantes atividades legais ao longo dessa fronteira, que incluem o turismo e o comércio, havendo uma Zona Franca em Belize, na passagem norte. Foi autorizada a construção de um cassino no território de Belize, onde o jogo, ao contrário do que ocorre no México, é permitido.